# Союз-22
«Союз-22» — советский пилотируемый космический корабль серии «Союз».

## Экипаж
Основной
- командир корабля — Быковский Валерий Федорович (2-й космический полёт)
- бортинженер — Аксёнов Владимир Викторович (1-й космический полёт)

Дублирующий
- командир корабля — Малышев Юрий Васильевич
- бортинженер — Стрекалов Геннадий Михайлович

Резервный
- командир корабля — Попов Леонид Иванович
- бортинженер — Андреев Борис Дмитриевич

## Описание полёта

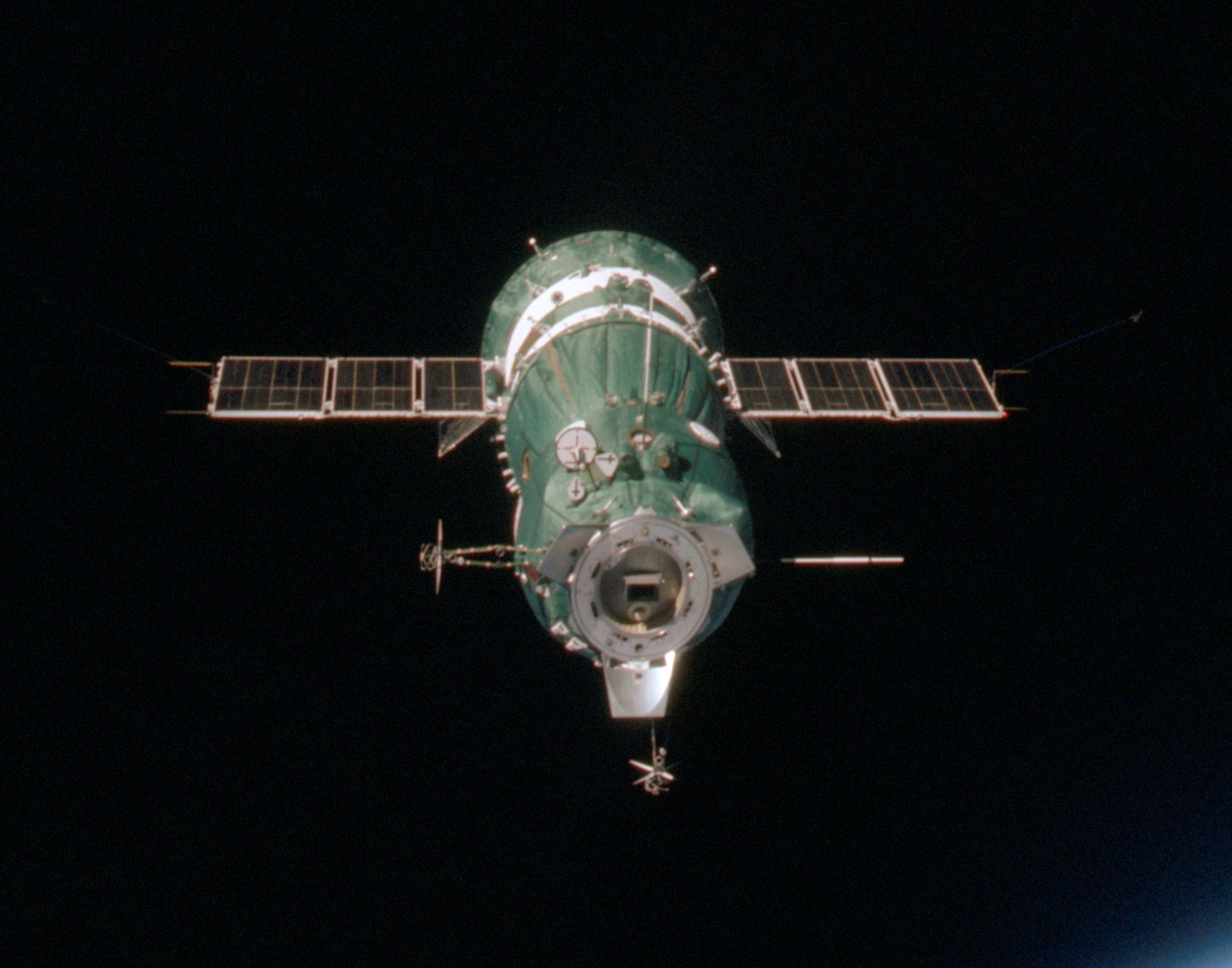
«Союз-19» на орбите, снимок сделан с КК «Аполлон».
На переднем конце бытового отсека установлен стыковочный узел АПАС-75, который на «Союзе-22» был демонтирован

Космический корабль был построен как резервный для программы «Союз — Аполлон». Если бы запуск КК «Союз-19» по техническим причинам не состоялся, то на орбиту был бы выведен резервный корабль. Если бы запуск КК «Аполлон» в установленный срок не состоялся (например, из-за погодных условий на мысе Канаверал), тогда бы «Союз-19» вернулся на Землю и на орбиту был бы выведен резервный корабль.
Если бы «Союзу-19» не удалась стыковка с КК «Аполлон», то на орбиту к ожидающему советский корабль «Аполлону» был бы выведен КК, который в сентябре 1976 года стал пилотируемым космическим кораблём «Союз-22».
Программа «Союз — Аполлон» была успешно осуществлена, необходимости в полёте резервного корабля не возникло. В конструкцию резервного корабля были внесены настолько большие изменения, что переоборудовать его в транспортный корабль для полёта к орбитальной станции «Салют-5» было практически невозможно или очень дорого. Чтобы корабль «Союз» не «пропал», исчерпав при хранении свой ресурс, было принято решение отправить космический аппарат в автономный полёт по программе «Интеркосмос».
С космического корабля был снят за ненадобностью стыковочный узел АПАС-75 и всё оборудование, предназначенное для совместного советско-американского космического полёта. Вместо люка-лаза, по которому космонавты переходили в переходной отсек и далее в командный отсек «Аполлона», был установлен иллюминатор большого диаметра. В передней части бытового отсека «Союза» возле иллюминатора был установлен шестиобъективный фотоаппарат МКФ-6, предназначенный для многозональной съёмки Земли. Аппаратура разработана совместно в ГДР и СССР, произведена на предприятии «Carl Zeiss» (Йена).
Космонавты Валерий Быковский и Владимир Аксёнов провели неделю на орбите, проводя фотографирование поверхности Земли.
Космический полёт являлся частью программы «Интеркосмос», эксперимент «Радуга». «Союз-22» стал первым космическим кораблём, где был использован многозональный космический фотоаппарат МКФ-6, обеспечивавший синхронную съёмку одновременно в шести участках видимой и инфракрасной области спектра с разрешением около 15 метров. Обработка отснятых фотоплёнок производилась на Земле, затем многоканальным синтезирующим проектором МСП-4 осуществлялся синтез снимков (сведение в один). Группа разработчиков аппаратуры МКФ-6 и МСП-4 и методики многозональной съёмки из СССР и ГДР получила за это в 1984 году Государственную премию СССР.
- «Союз-22» на сегодняшний день является единственным космическим кораблём этой серии, который совершил полёт по орбите с наклонением 64,76°. Все другие корабли выводились на орбиты с меньшим наклонением, как правило, 51,4—51,6°.
- На орбитальной станции «Салют-6» был установлен модифицированный фотоаппарат МКФ-6М.
- Мультиспектральные камеры, аналогичные МКФ-6, широко применяются в спутниковой съёмке.

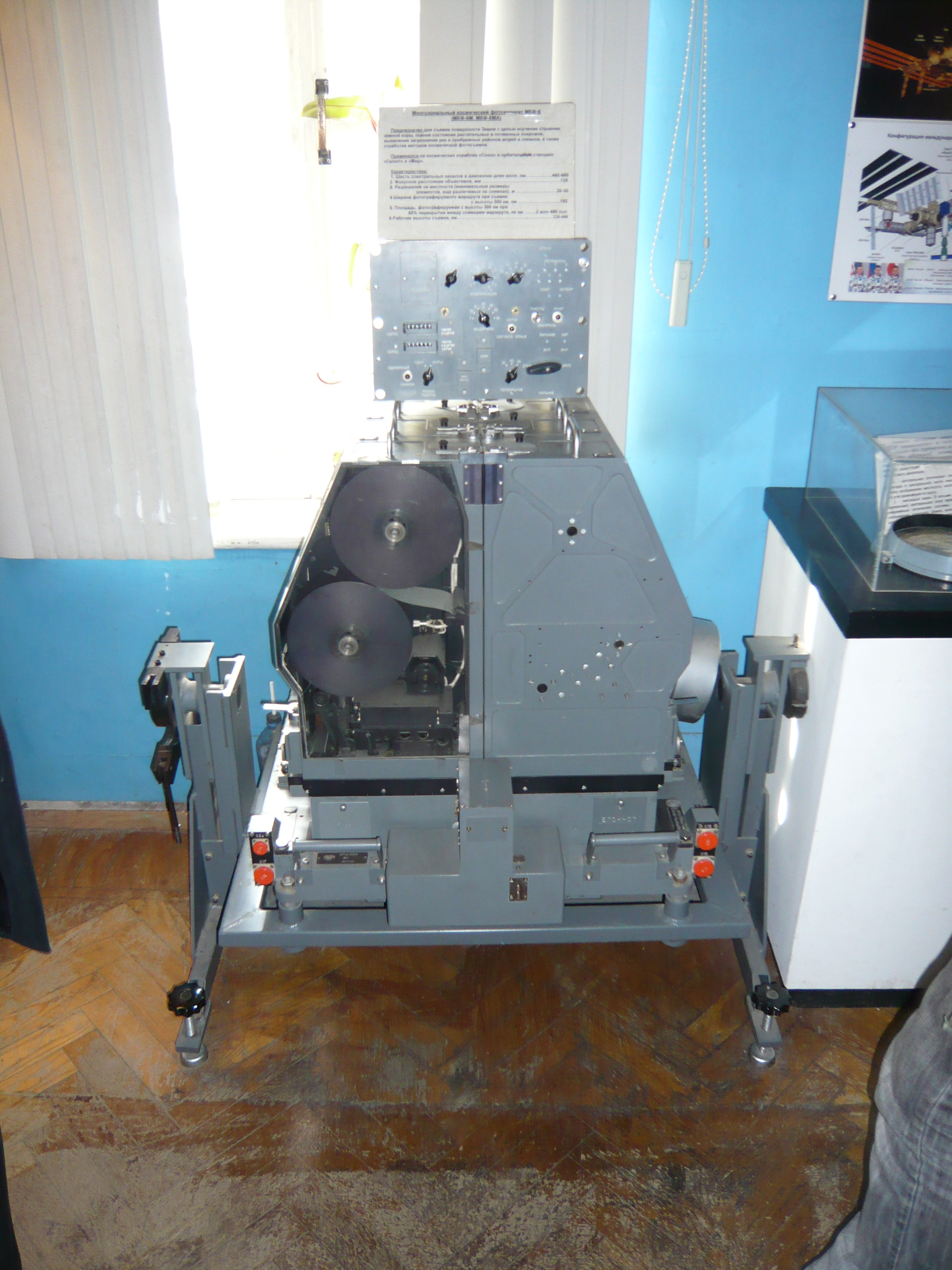
Многозональный космический фотоаппарат МКФ-6
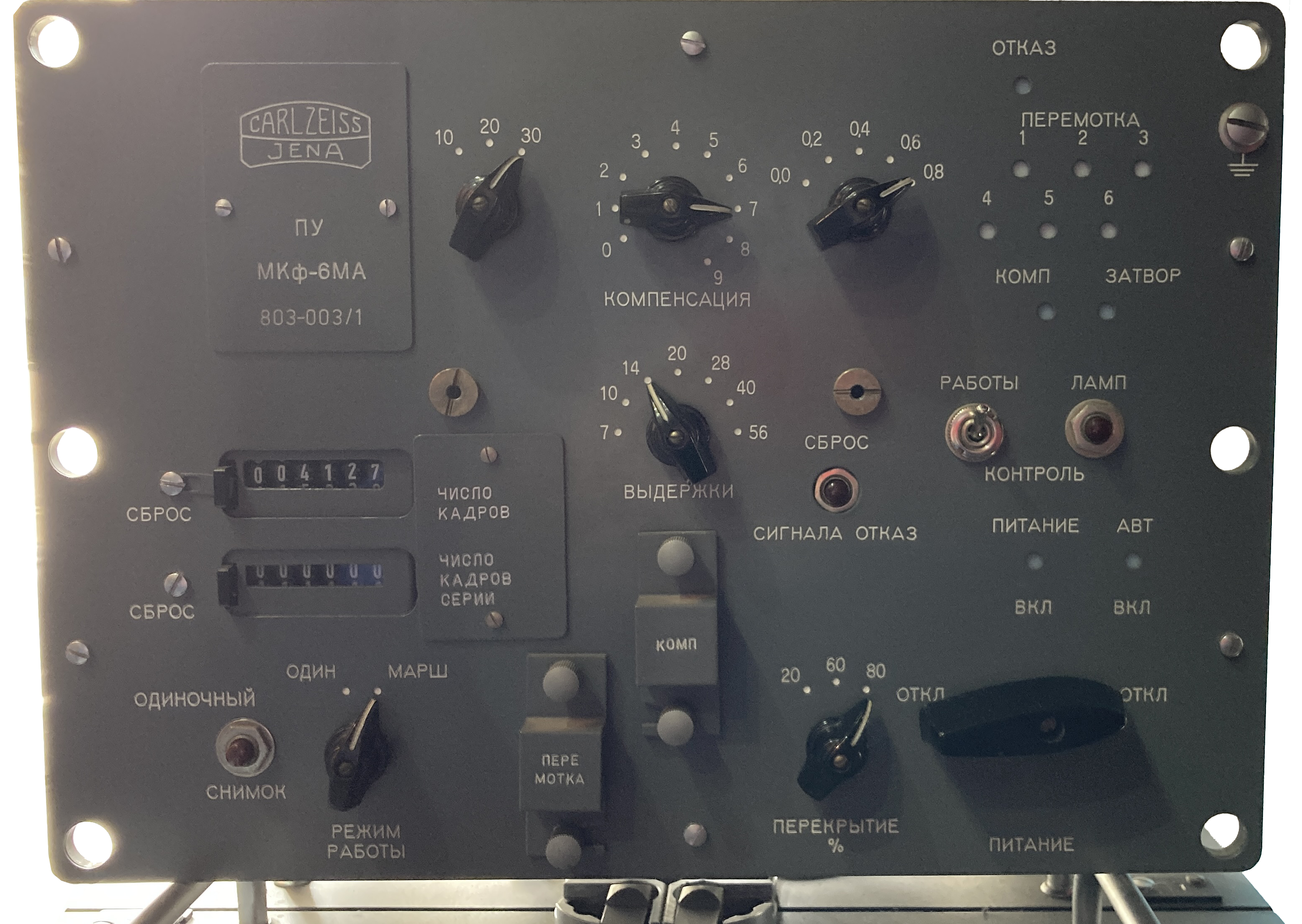
Панель управления МКФ-6